# エスカレーションクイズ「対決!1対10」
『エスカレーションクイズ「対決!1対10」』（エスカレーションクイズたいけついったいじゅう）は、1969年10月7日から同年12月30日までフジテレビ系列局で放送されていたフジテレビ製作のクイズ番組である。放送時間は毎週火曜 21:00 - 21:30 （日本標準時）。

## 概要
応募者の中から選ばれた1人の「キング」と、来場者の中から選ばれた10人の「挑戦者」がクイズ対決をしていた番組。司会は土居まさるが務めていた。
初回に行ったのは「ゲスト大会」で、七代目立川談志がキング役を、月の家円鏡（後の8代目橘家圓蔵）、五代目春風亭柳朝、由利徹、高松しげお、一谷伸江が挑戦者役を務めた。
番組は1969年12月30日放送分をもって同タイトルでの放送を終了。年明けに土曜19:00枠へ移動し、『クイズ・キングにまかせろ!』と題してリニューアルした。そのためか、最終回放送当日付の読売新聞のラジオ・テレビ欄には最終回マークが付されていなかった。

## 参考資料
- 産経新聞[どれ?]